# Sergi Roberto
Sergi Roberto Carnicer (phát âm tiếng Catalunya: [ˈsɛɾʒi ruˈβɛɾtu kəɾniˈse], sinh ngày 7 tháng 2 năm 1992) là một cầu thủ bóng đá chuyên nghiệp người Tây Ban Nha thi đấu ở vị trí tiền vệ hoặc hậu vệ biên cho câu lạc bộ Como tại Serie A.

## Sự nghiệp câu lạc bộ

### Barcelona
Sergi Roberto sinh ra ở Reus, Tarragona, Catalunya. Sergi gia nhập học viện bóng đá La Masia năm 14 tuổi từ câu lạc bộ Gimnàstic de Tarragona. Vào mùa giải 2009-2010, ở tuổi 17, Sergi có lần đầu tiên khoác áo đội Barcelona. Trong mùa giải đó, Sergi thi đấu 22 trận cho Barcelona và cùng với câu lạc bộ lên chơi ở Segunda (giải hạng nhì Tây Ban Nha) sau 11 năm. Ngày 10 tháng 11 năm 2010, Sergi có trận đấu đầu tiên cho Barcelona khi vào sân trong hiệp 2 trong trận thắng AD Ceuta 5-1 tại Cúp Nhà vua Tây Ban Nha trên sân vận động Camp Nou.
Ngày 27 tháng 4 năm 2011, Sergi có trận đấu đầu tiên tại UEFA Champions League khi vào sân thay David Villa trong trận bán kết lượt đi gặp Real Madrid tại Santiago Bernabéu. Sergi có trận đấu đầu tiên tại La Liga vào ngày 21 tháng 5 năm 2011, trong trận đấu tại vòng cuối cùng La Liga năm đó gặp Málaga.
Ngày 8 tháng 3 năm 2017, Roberto ghi bàn thắng cuối cùng ở phút thứ 95 trong chiến thắng trên sân nhà 6-1 trước Paris Saint-Germain ở lượt về vòng 16 đội UEFA Champions League 2016–17. Giúp Barcelona lội ngược dòng với tổng tỷ số 6-5 sau khi bị dẫn trước 0-4 ở trận lượt đi.
Hè năm 2024, Sergi Roberto rời Barcelona sau 14 năm theo dạng chuyển nhượng tự do.

## Sự nghiệp đội tuyển quốc gia
Sergi Roberto có tên trong thành phần đội tuyển U-17 Tây Ban Nha tham dự Giải vô địch U-17 Thế giới tại Nigeria. Năm đó đội tuyển U-17 Tây Ban Nha giành hạng ba chung cuộc. Sergi Roberto cũng là thành viên đội tuyển xứ Catalunya từ năm 2011. Từ năm 2016, anh được triệu tập vào đội tuyển quốc gia Tây Ban Nha trong một trận đấu giao hữu.

## Thống kê sự nghiệp
Tính đến 19 tháng 5 năm 2024
| Câu lạc bộ          | Mùa giải            | Giải đấu            | Giải đấu | Giải đấu | Cúp quốc gia | Cúp quốc gia | Châu Âu | Châu Âu | Khác | Khác | Tổng cộng | Tổng cộng |
| Câu lạc bộ          | Mùa giải            | Hạng đấu            | Trận     | Bàn      | Trận         | Bàn          | Trận    | Bàn     | Trận | Bàn  | Trận      | Bàn       |
| ------------------- | ------------------- | ------------------- | -------- | -------- | ------------ | ------------ | ------- | ------- | ---- | ---- | --------- | --------- |
| Barcelona B         | 2009–10             | Segunda División B  | 29       | 0        | —            | —            | —       | —       | —    | —    | 29        | 0         |
| Barcelona B         | 2010–11             | Segunda División    | 26       | 2        | —            | —            | —       | —       | —    | —    | 26        | 2         |
| Barcelona B         | 2011–12             | Segunda División    | 28       | 4        | —            | —            | —       | —       | —    | —    | 28        | 4         |
| Barcelona B         | 2012–13             | Segunda División    | 23       | 1        | —            | —            | —       | —       | —    | —    | 23        | 1         |
| Barcelona B         | Tổng cộng           | Tổng cộng           | 106      | 7        | —            | —            | —       | —       | —    | —    | 106       | 7         |
| Barcelona           | 2010–11             | La Liga             | 1        | 0        | 1            | 0            | 1       | 0       | 0    | 0    | 3         | 0         |
| Barcelona           | 2011–12             | La Liga             | 1        | 0        | 2            | 1            | 1       | 1       | 0    | 0    | 4         | 2         |
| Barcelona           | 2012–13             | La Liga             | 1        | 0        | 3            | 0            | 1       | 0       | 0    | 0    | 5         | 0         |
| Barcelona           | 2013–14             | La Liga             | 17       | 0        | 6            | 0            | 4       | 0       | 0    | 0    | 27        | 0         |
| Barcelona           | 2014–15             | La Liga             | 12       | 0        | 4            | 2            | 2       | 0       | —    | —    | 18        | 2         |
| Barcelona           | 2015–16             | La Liga             | 31       | 0        | 6            | 0            | 8       | 1       | 4    | 0    | 49        | 1         |
| Barcelona           | 2016–17             | La Liga             | 32       | 0        | 6            | 0            | 8       | 1       | 1    | 0    | 47        | 1         |
| Barcelona           | 2017–18             | La Liga             | 30       | 1        | 8            | 0            | 8       | 0       | 2    | 0    | 48        | 1         |
| Barcelona           | 2018–19             | La Liga             | 29       | 0        | 6            | 1            | 9       | 0       | 0    | 0    | 44        | 1         |
| Barcelona           | 2019–20             | La Liga             | 30       | 1        | 2            | 0            | 6       | 0       | 1    | 0    | 39        | 1         |
| Barcelona           | 2020–21             | La Liga             | 15       | 1        | 2            | 0            | 3       | 0       | 0    | 0    | 20        | 1         |
| Barcelona           | 2021–22             | La Liga             | 9        | 2        | 0            | 0            | 3       | 0       | 0    | 0    | 12        | 2         |
| Barcelona           | 2022–23             | La Liga             | 23       | 4        | 3            | 0            | 5       | 0       | 2    | 0    | 33        | 4         |
| Barcelona           | 2023–24             | La Liga             | 14       | 3        | 3            | 0            | 5       | 0       | 2    | 0    | 24        | 3         |
| Barcelona           | Tổng cộng           | Tổng cộng           | 245      | 12       | 52           | 4            | 64      | 3       | 12   | 0    | 373       | 19        |
| Como                | 2024–25             | Serie A             | 0        | 0        | 0            | 0            | —       | —       | —    | —    | 0         | 0         |
| Tổng cộng sự nghiệp | Tổng cộng sự nghiệp | Tổng cộng sự nghiệp | 351      | 19       | 52           | 4            | 64      | 3       | 12   | 0    | 479       | 26        |

1. ↑  Bao gồm Copa del Rey, Coppa Italia
2. 1 2 3 4 5 6 7 8 9 10 11 12 13  Số lần ra sân tại UEFA Champions League
3. ↑  Một lần ra sân tại UEFA Super Cup, một lần ra sân tại Supercopa de España, một lần ra sân tại FIFA Club World Cup
4. 1 2 3 4 5  Số lần ra sân tại Supercopa de España
5. ↑  Ba lần ra sân tại UEFA Champions League, hai lần ra sân tại UEFA Europa League

### Đội tuyển quốc gia
Tính đến ngày 6 tháng 10 năm 2021.
| Đội tuyển quốc gia | Năm       | Trận | Bàn |
| ------------------ | --------- | ---- | --- |
| Tây Ban Nha        | 2016      | 3    | 1   |
| Tây Ban Nha        | 2018      | 2    | 0   |
| Tây Ban Nha        | 2019      | 2    | 0   |
| Tây Ban Nha        | 2020      | 3    | 0   |
| 2020               | 1         | 0    |     |
| Tổng cộng          | Tổng cộng | 11   | 1   |

### Bàn thắng quốc tế
| #  | Ngày               | Địa điểm                                      | Đối thủ       | Bàn thắng | Kết quả | Giao hữu                 |
| -- | ------------------ | --------------------------------------------- | ------------- | --------- | ------- | ------------------------ |
| 1. | 5 tháng 9 năm 2016 | Sân vận động Reino de León, León, Tây Ban Nha | Liechtenstein | 2–0       | 8–0     | Vòng loại World Cup 2018 |

## Danh hiệu

### Câu lạc bộ

#### Barcelona
- La Liga: 2010–11, 2012–13, 2014–15, 2015–16, 2017–18, 2018–19, 2022–23
- Copa del Rey: 2011–12, 2014–15, 2015–16, 2016–17, 2017–18, 2020–21
- Supercopa de España: 2010, 2016, 2018, 2022–23
- UEFA Champions League: 2010–11, 2014–15
- UEFA Super Cup: 2011, 2015
- FIFA Club World Cup: 2011, 2015

### Đội tuyển quốc gia

#### Tây Ban Nha
- Á quân UEFA Nations League: 2021